# فكرة عمل

يقول الشخص لنفسه: «لدي فكرة! إذا كانت جيدة. فسوف تعطيني المال!» والشخص الذي لديه فكرة تجارية جيدة يتصرف بطريقة مماثلة.

فكرة عمل، (بالإنجليزية: Business idea)‏ ، هي مفهوم أو فكرة لمبدأ ما، والذي يمكن استخدامه لأغراض تجارية وربجية. ويتمحور ألمبدأ عادة حول السلعة أو الخدمة التي يمكن بيعها من أجل المال، وفقا لنموذج فريد من نوعه. هناك عدة طرق لتطوير واختبار فكرة الأعمال.